# Provincia di Surat Thani
La provincia di Surat Thani  (in thailandese จังหวัดสุราษฎร์ธานี, Changwat Surat Thani) è in Thailandia, nella regione della Thailandia del Sud. Si estende per 12.891,5 km² e a tutto il 2020 aveva 1 067 726 abitanti. Il capoluogo è il distretto di Mueang Surat Thani, dove si trova la città principale Surat Thani.
La provincia comprende le isole di Koh Samui, Koh Phangan, Koh Tao, Koh Nangyuan, Koh Ang Thong e altre isole minori.

## Geografia antropica

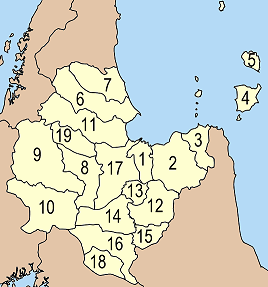
Mappa degli Amphoe

La provincia è suddivisa in 19 distretti (amphoe). Questi a loro volta sono suddivisi in 131 sottodistretti (tambon) e 1028 villaggi (muban).
| 1. Mueang Surat Thani 2. Kanchanadit 3. Don Sak 4. Ko Samui 5. Ko Phangan 6. Chaiya 7. Tha Chana 8. Khiri Rat Nikhom 9. Ban Ta Khun 10. Phanom | 1. Tha Chang 2. Ban Na San 3. Ban Na Doem 4. Khian Sa 5. Wiang Sa 6. Phrasaeng 7. Phunphin 8. Chai Buri 9. Vibhavadi |

### Amministrazioni comunali
A tutto il 2020, i due comune della provincia con lo status di città maggiore (thesaban nakhon) erano Surat Thani (che aveva 131 599 residenti) e Ko Samui (68 994). I tre comuni che rientravano tra le città minori (thesaban mueang) erano Na San (19 199), Tha Kham (18 905) e Don Sak (12 098). Erano inoltre presenti 35 municipalità di sottodistretto (thesaban tambon), tra le più popolose delle quali vi era Ban Sadet, con 19 298 residenti. Nell'aprile 2020, le aree che non ricadevano sotto la giurisdizione delle amministrazioni comunali erano governate da un totale di 97 "Organizzazioni per l'amministrazione del sottodistretto" (ongkan borihan suan tambon).